# Gronowo (województwo zachodniopomorskie)
Gronowo (niem. Groß Grünow) – wieś sołecka w Polsce położona w województwie zachodniopomorskim, w powiecie drawskim, w gminie Złocieniec. W latach 1975–1998 miejscowość administracyjnie należała do województwa koszalińskiego. Do 31 grudnia 2018 r. wieś należała do zlikwidowanej gminy Ostrowice. W roku 2007 liczyła 39 mieszkańców.
2 lipca 2018 mieszkańcy sołectwa (6 osób) w konsultacjach społecznych jednogłośnie opowiedzieli się za zniesieniem gminy Ostrowice.
Osady wchodzące w skład sołectwa: Drzeńsko, Śródlesie.

## Geografia
Wieś leży około 5,5 km na południe od Ostrowic, nad rzeką Rakoń, między Ostrowicami a Złocieńcem, około 3,5 km na zachód od jeziora Siecino.

## Zabytki
Do wojewódzkiego rejestru zabytków wpisane są:
- kościół ewangelicki, obecnie pw. Wniebowstąpienia Pańskiego (Pana Jezusa), szachulcowy z 1703 r. Kościół filialny, rzymskokatolicki należący do parafii pw. Wniebowzięcia Najświętszej Maryi Panny w Złocieńcu, dekanatu Drawsko Pomorskie, diecezji koszalińsko-kołobrzeskiej, metropolii szczecińsko-kamieńskiej. Świątynia salowa, zamknięta prosto, o konstrukcji szachulcowej. Od zachodu drewniana wieża konstrukcji słupowej z trójkondygnacyjnym hełmem piramidalno-cebulastym. Na wieży znajduje się dzwon z 1566, wykonany przez stargardzkiego ludwisarza Josta van Westena[8]. Wewnątrz barokowa ambona z XVIII wieku, chrzcielnica i organy neogotyckie z końca XIX wieku[9].
- park dworski z końca XIX wieku, pozostałość po dworze.

Ponadto do rejestru zabytków wpisane jest stanowisko archeologiczne, obejmujące cmentarzysko kurhanowe i płaskie z okresu rzymskiego (I-III w. n. e.); nr rej. 885/75.